# دوري هونغ كونغ لكرة القدم 2002–03
دوري هونغ كونغ لكرة القدم 2002–03 هو الموسم 58 من دوري هونغ كونغ لكرة القدم ‏. كان عدد الأندية المشاركة فيه 8، وفاز فيه Happy Valley AA ‏.